# Kongresswahlen
Kongresswahlen finden in Staaten statt, in denen die gesetzgebenden Versammlungen als Kongress bezeichnet werden. Dies sind:
- Argentinien: Argentinischer Nationalkongress
- Brasilien: Nationalkongress (Brasilien)
- Chile: Nationalkongress (Chile)
- Dominikanische Republik: Congreso Nacional (Dominikanische Republik)
- Ecuador: Nationalkongress (Ecuador)
- Föderierte Staaten von Mikronesien: Kongress der Föderierten Staaten von Mikronesien
- Guatemala: Kongress der Republik Guatemala
- Honduras: Nationalkongress (Honduras)
- Kolumbien: Kongress der Republik Kolumbien
- Mexiko: Kongress der Union
- Paraguay: Paraguayischer Nationalkongress
- Peru: Kongress der Republik Peru
- Vereinigte Staaten: Kongress der Vereinigten Staaten, siehe auch Kongresswahlen in den Vereinigten Staaten